# دحول أبو حيشة
دحول أبو حيشة عبارة عن مجموعة من الدحول تقع جنوب الصمان في السعودية.